# Cp (Unix)
cp là lệnh Unix dùng để sao chép tập tin và thư mục. Lệnh có 3 chế độ hoạt động tùy theo đối số truyền vào: sao chép tập tin sang tập tin khác, sao chép nhiều tập tin vào một thư mục, hoặc sao chép toàn bộ nội dung một thư mục vào một thư mục khác.
Tiện ích có vài tùy chọn khác nhau để chỉ rõ chi tiết hoạt động sao chép sẽ thực hiện. Hai dòng chính của tiện ích là POSIX cp và GNU cp. GNU cp có nhiều tùy chọn hơn POSIX.

## Cú pháp
Sao chép 1 tập tin sang một tập tin khác:
```
cp [-fHip][--] tập_nguồn tập_đích
```

Sao chép nhiều tập tin vào một thư mục 
```
cp [-fHip] [--] các_tập_nguồn... thư_mục_đích
```

Sao chéo một thư mục sang một thư mục khác (phải có tùy chọn -r hoặc -R)
```
cp -r|-R [-fHip] [--]  thư_mục_nguồn... thư_mục_đích
```

## Các cờ
- f (force) – xóa tập tin đích nếu không thể mở tập tin cho tác vụ ghi trước khi thực hiện sao chép.
- H (dereference) – nếu nguồn là một liên kết động (symlinks), không sao chép liên kết mà sao chép tập tin tương ứng
- i (interactive) – nhắc nhở tên tập tin sẽ bị ghi đè. Điều này xảy ra khi đích (tập tin hay thư mục) trùng tên với nguồn. Nếu chon y, lệnh copy sẽ tiếp tục, nếu không dừng tác vụ sao chép
- p (preserve) – cờ p giữ lại các thuộc tính sau: thời điểm thay đổi gần nhất,  thời điểm truy cập gần nhất, chủ sở hữu, và các bit permission.

## Các lệnh Unix liên quan
- cpio – Sao chép một cấu trúc thư mục
- tar – Tạo một tệp nén
- link – Tạo một liên kết tới tập tin hay thư mục
- ln – Tạo một liên kết tới tập tin hay thư mục
- mv – di chuyển một tập tin hay thư mục
- rm – xóa một tập tin hay thư mục
- unlink – lời gọi hệ thống để xóa một tập tin hay thư mục
- chmod – thay đổi quyền trên một tập tin hay thư mục
- chown – thay đổi chủ sở hữu của một tập tin hay thư mục
- chgrp – thay đổi nhóm sơ hữu của một tập tin hay thư mục
- uucp – sao chép unix to unix
- scp – sao chép qua SSH